# Ікавчук Володимир Миколайович
Володи́мир Микола́йович Ікавчу́к (25 грудня 1981, с. Капітанка — 20 січня 2025, хутір Косиця, Курська область) — молодший сержант Збройних сил України, учасник російсько-української війни. Повний кавалер ордена «За мужність».

## Життєпис
Народився 25 грудня 1981 року в селі Капітанка Кіровоградської області. Навчався в Побузькій та Капітанській школах. Закінчив Кіровоградський сільськогосподарський технікум. Працював енергетиком на підприємстві.
25 жовтня 2023 року призваний на військову службу, був командиром десантно-штурмового відділення 80 ОДШБр.
Загинув 20 січня 2025 року в районі села Косиця Суджанського району Курської області.

## Нагороди
- орден «За мужність» I ступеня (1 квітня 2025, посмертно) — за особисту мужність, виявлену у захисті державного суверенітету та територіальної цілісності України, самовіддане виконання військового обов'язку[3].
- орден «За мужність» II ступеня (19 листопада 2024) — за особисту мужність, виявлену у захисті державного суверенітету та територіальної цілісності України, самовіддане виконання військового обов'язку[4].
- орден «За мужність» III ступеня (16 вересня 2024) — за особисту мужність, виявлену у захисті державного суверенітету та територіальної цілісності України, самовіддане виконання військового обов'язку[5].
- Відзнака Головнокомандувача ЗСУ «Золотий хрест»[6].